# Tauno Marttinen
Tauno Olavi Marttinen (Helsinki, 27 de septiembre de 1912 – 18 de julio de 2008) fue un compositor de música clásica finlandés.

## Biografía
Marttinen estudió en Viipuri y Helsinki. Sus primeras obras son principalmente románticas tardías. Su producción incluye diez sinfonías, conciertos para varios instrumentos, ópera, música de cámara y ballets, entre otros. En 1965, Marttinen recibió la medalla Pro Finlandia.
Marttinen fue nombrado profesor por el presidente Urho Kekkonen en 1972. Residente desde hace mucho tiempo en Hämeenlinna, el compositor pasó sus últimos años en Turenki.
La única fundación internacional "Tauno Marttisen Kunniaksi" (Fundación en honor a Tauno Marttinen) está ubicada en los Países Bajos, con Leeuwarden como residencia.

## Obra seleccionada
Sinfonías
- Symphony no. 1, Op. 2 (1958)
- Symphony no. 2, Op. 4 (1959)
- Symphony no. 3, Op. 18 (1960–62)
- Symphony no. 4, Op. 31 (1964)
- Symphony no. 5, Shaman, op. 35 (1967–72)
- Symphony no. 6, Op. 92 (1974–75)
- Symphony no. 7, Op. 136 (1977)
- Symphony no. 8, Op. 224 (1983)
- Symphony no. 9, Op. 260 (1986–88)
- Symphony no. 10 (1998)

Otras obras orquestales
- Linnunrata op. 7 (1960–61)
- Fauni, op. 26 (1965)
- Panu, tulen jumala op. 28 (1966)
- Manalan linnut op. 38 (1964)
- Parnassus para banda de viento op. 41/2 (1967)
- Mont Saint Michel op. 42 (1968)
- Vanha linna op. 49 (1969–70)
- Pentalia op. 50 (1969)
- Pohjolaisia para banda de viento op. 76 (1973)
- Yö linnakkeessa para banda de viento op. 150 (1978)
- Elegia Para harpa y cuerda op. 169 (1979)
- Voces Polaris op. 173 (1979)
- Sirius para banda de viento op. 181/2 (1984)
- Väinämöisen synty op. 201 (1981)
- Pohjolan neiti op. 213/1 (1982)
- Väinämöisin lähtö Pohjolaan 213/2 (1984)
- Concerto Grosso op. 216/2 (1983)
- Profeetta op. 234 (1984)
- Concerto para banda de viento op. 241/2 (1984)
- Matka aamun maahan para banda de cuerda (1984)
- Tiibetiläinen fantasia op. 250 (1985)
- Surumarssi para banda de viento op. 291 (1978)
- Lemminkäisen lähtö Pohjolaan op. 312 (1990)
- Maailman synty (1966)

Concertos
- Rembrandt, op. 11 para violonchelo y orquesta (1962)
- Violin concerto, op. 13 (1962)
- Piano concerto no. 1 op. 23 (1964)
- Cello concerto Dalai lama op. 30 (1966/79)
- Bassoon concerto op. 40 (1971/83–84)
- Concierto de flauta no. 1 op. 72 (1972)
- Concierto de piano no. 2 op. 74 (1972)
- Concierto de clarinete Hirvenhiihto op. 89 (1974)
- Hämäläinen rapsodia para piano y orquesta op. 103 (1975)
- Concierto de flauta no. 2 Concerto espagnole op. 144 (1978)
- Concierto de Kantele op. 145/2 (1988)
- Fantasia para violonchelo y orquesta op. 154 (1964/78)
- Concertino para acordeón y orquesta de cuerda op. 171 (1979)
- Concierto de piano no. 3 op. 200 (1981)
- Concierto de piano no. 4 op. 241/1 (1984)

Música de cámara 
- Delta para clarinete y piano op. 9 (1962)
- Loitsu para tres perscusionistas op. 15 (1963)
- Alfa para flauta y 7 címbalos op. 16 (1963)
- Nonet no. 1 para quinteto de viento y cuarteto de cuerda op. 19 (1963)
- Nonet no. 2 op. 41/2 (1968)
- Vipusessa käynti para 7 contrabajos op. 44 (1969)
- String quartet no. 1 op. 50 (1969)
- String quartet no. 2 op. 63 (1971)
- Dúo para clarinete y percusión op. 66/2 (1971)
- Nonet no. 3 op. 79 (1973)
- Ilmatar, ilman impi para solo piccolo op. 88 (1974)
- Johanneksen ilmestys, fantasia para piccolo trompeta y órgano op. 95 (1975)
- Septemalia para 7 contrabajos op. 97 (1975)
- 3 preludios para guitarra op. 99/1 (1975)
- Divertimento para oboe y percusión op. 127 (1977)
- Intermezzo para flauta y guitarra op. 130 (1977)
- Impressio para solo de violonchelo op. 140 (1978)
- Trío de piano op. 141 (1978)
- Kirinmyllyn tarinaa (The Old Mill) para solo de clarinete op. 143 (1978)
- Punainen lanka para acordeón op. 145 (1978)
- Dúo para viola y piano op. 204 (1981)
- Trío de cuerda Aube op. 207 (1982)
- Cuarteto de cuerda no. 3 op. 228 (1983)
- Sonata de Kantele op. 233 (1984)
- Metamorfos para clarinete bajo y marimba op. 245 (1985)
- Nonet no. 4 op. 248 (1985)
- Isis para violonchelo y guitarra op. 256 (1986)
- Soitto para cuatro kanteles cromáticos op. 264 (1986)
- Osiris para violín y guitarra op. 268 (1987)
- Harlekiini para violín y guitarra op. 270 (1985)
- Vedenhaltia para piano y guitarra trio op. 311 (1996)

Solos vocales
- Aasi ja Satakieli Op. 292 No 4
- Annan laulu lapselleen Op. 296a
- Appelsiinitarhassa Op. 285 No 2
- Drei Lieder Op. 163 (Liederzyklus)
- Elämä – kuin meri Op. 276
- Faunit Op. 251 No 2
- Glück der Liebe Op. 73b No 2
- Joukahaisen äiti
- Jumalien keinu
- Kaksi laulua Eino Leinon runoihin Op. 323
- Kehtolaulu
- Kolme laulua Kantelettaren sanoihin Op. 191
- Kryloviana Op. 292 (Laulusarja)
- Kuoleman yö on lyhyt
- Kutsu matkalle
- Kuutamolla
- Käki ja Kukko Op. 292 No 1
- Lapin lauluja Op. 161 (Laulusarja)
- Lapsifantasioita Op. 146 (Laulusarja)
- Lasimaalaus
- Laulu merestä
- Laulu oravasta
- Liebeslieder der Antike Op. 73 B (Liederzyklus)
- Maisema Op. 285 No 1
- Näktergalen  Op. 94b
- Parnasso Op. 292 No 3
- Pohjolan tytär Op. 148
- Purppuralaiva
- Rannalla Op. 47 No 1
- Ristirauta Op. 2 No 6
- Sadun keiju
- Satama Op. 47 No 3
- Simeoni saapasnahkatornissa Op. 78
- Sinä
- Sydämeni laulu
- Tule, tuuli
- Varastettu hevonen
- Yö ylhäinen
- Yön musiikki
- Yölaulu

Solos de piano
- 10 bagatelles op. 8 (1961)
- Titisee op. 22 (1965)
- 4 preludes op. 24 (1965)
- Taara op. 34 (1967)
- Sonatine op. 52 (1970)
- Pääsiäinen op. 66/1 (1971–72)
- Sonata no. 1 op. 90 (1974)
- Kukonaskel para dos pianos op. 100 (1975)
- Pisaroita op. 109 (1976)
- Kimalluksia op. 134 (1977)
- Japanilaisessa puutarhassa op. 217 (1982–83)
- Puro vuorella op. 221 (1983)
- Faustus op. 269 (1987)

Órgano
- Alussa oli sana Op. 95 (1975)
- Intrada Op. 36 (1967)
- Kupoli para órgano y tam-tam Op. 65 (1971)
- Larghetto
- Largo religioso Op. 187 (1980)
- Muunnelmia lappajärveläisestä hengellisestä sävelmästä Op. 252
- Notre Dame Op. 59 (1970)
- Orgelstück Op. 70 (1972)
- Preludi Op. 158 (1978)
- Profeetta Op. 234b (1984)
- Urkufantasia B-A-C-H Op. 84 (1974/82)
- Urkukoraali SVK 115 "Työn, Jeesus, täytit raskahan"

óperas
- Neiti Gamardin talo op. 12 (Honoré de Balzac, 1960/71)
- Päällysviitta op. 17 (Nikolai Gogol, 1963, estreno en televisión 1965)
- Kihlaus op. 20 (Aleksis Kivi, 1964)
- Tulitikkuja lainaamassa op. 25 (Maiju Lassila, 1966)
- Lea op. 33 (Aleksis Kivi, 1967, Turku 1968)
- Poltettu oranssi op. 41 (Eeva-Liisa Manner, 1968, Salzburg 1971)
- Mestari Patelin op. 69 (compositor; basado en la historia francesa, 1970–74, Hämeenlinna 1983)
- Järvelän Santra op. 76 (Teuvo Pakkala, 1972)
- Psykiatri op. 93 (compositor, 1974–75, Bayreuth 1975)
- Noitarumpu (formalmente Laestadiuksen saarna) op. 85 (Nilla Outakoski, 1974–76, Oulu 1976)
- Meedio op. 105 (compositor, 1975–76, Hämeenlinna 1978)
- Jaarlin sisar op. 126 (Veikko Isomäki, 1977, Hämeenlinna 1979)
- Hilda Husso op. 175 (Maria Jotuni, 1979)
- Faaraon kirje op. 192 (Erkki Mutru, 1978–82, Tampere 1982)
- Suuren joen laulu (formerly Najadi) (Taisto Yrjänä, 1980, Kemi 1982)
- Häät op. 244 (Anton Tšehov, 1984)
- Hölmöläisooppera op. 261 (compositor, 1986–87, Kerava 1987)
- Seitsemän veljestä op. 263 (Aleksis Kivi, 1987)
- Noidan kirous op. 273 (Erkki Mutru, 1987)
- Veljesten myöhemmät vaiheet (Aleksis Kivi, 1989)
- Minna Graucher op. 280 (1992–93)
- Mooses op. 309 (Erkki Mutru)

Ballets
- Tikkaat (The Ladder) op. 21 (1965)
- Dorian Grayn muotokuva op. 48 (1969)
- Lumikuningatar op. 54 (1970)
- Beatrice op. 57 (1970, Finnish National Opera 1972)
- Ruma ankanpoikanen op. 115 (1976/82–83)
- Päivänpäästö op. 120 (1975–77/83, Tampere 1985)